# 懷恩內特 (伊利諾伊州)
懷恩內特（英語：Wyanet）是位於美國伊利諾伊州比羅縣的一個村落。

## 地理
懷恩內特的座標為41°21′41″N 89°34′58″W / 41.36139°N 89.58278°W，而該地最高點為海拔高度159米（即653英尺）。

## 人口
根據2010年美國人口普查的數據，懷恩內特的面積為2.60平方千米，當中陸地面積為2.60平方千米，而水域面積為0.00平方千米。當地共有人口991人，而人口密度為每平方千米381人。